# Яків Глухівець
Яків Глухівець — український військовий діяч та дипломат часів Івана Мазепи.

## Життєпис
Точних відомостей про Якова Глухівця не має. Можливо, він був родичем Дмитра Глухівця, лубенського полкового обозного, який згадується на цій посаді під 1687—1699 рр.
На початку правління Івана Мазепи йому було доручено ряд дипломатичних місій. У кінці грудня Яків Глухівець возив листа до польського коронного гетьмана Станіслава Яблоновського з подякою від гетьмана. У посланні до Василя Голіцина від 1 січня 1688 р., згадуючи про свою кореспонденцію у Польщу, Іван Мазепа повідомляв, що Яків Глуховець, вже бував з місіями у Польщі. Крім виконання головного завдання, він мав й додаткові доручення розвідувального характеру.
У травні їздив з місією у Москву до Голіциних з певними діловими пропозиціями.
Восени 1688 р. Яків Глухівець вдруге відвідав Станіслава Яблоновського, після повернення у Батурин він був відправлений до Москви. У Польщі за дорученням гетьмана він підшукав двох добрих півчих для монаршого двору, яких і доставив у московщину.
У січні 1689 р. доставив Василю Голіцину важливу кореспонденцію з порадами, як краще здобути Крим.
Дипломат Івана Мазепи зустрічається також у джерелах за 1691 р. Тоді він разом з стольником Афанасієм Чубаровим, піддячим Боніфацієм Парфентьєвим привозив на Січ жалування.